# Concélébration
 (juillet 2024).
La mise en forme du texte ne suit pas les recommandations de Wikipédia : il faut le « wikifier ».
Les points d'amélioration suivants sont les cas les plus fréquents. Le détail des points à revoir est peut-être précisé sur la page de discussion.
- Les titres sont pré-formatés par le logiciel. Ils ne sont ni en capitales, ni en gras.
- Le texte ne doit pas être écrit en capitales (les noms de famille non plus), ni en gras, ni en italique, ni en « petit »…
- Le gras n'est utilisé que pour surligner le titre de l'article dans l'introduction, une seule fois.
- L'italique est rarement utilisé : mots en langue étrangère, titres d'œuvres, noms de bateaux, etc.
- Les citations ne sont pas en italique mais en corps de texte normal. Elles sont entourées par des guillemets français : « et ».
- Les listes à puces sont à éviter, des paragraphes rédigés étant largement préférés. Les tableaux sont à réserver à la présentation de données structurées (résultats, etc.).
- Les appels de note de bas de page (petits chiffres en exposant, introduits par l'outil «  Source ») sont à placer entre la fin de phrase et le point final[comme ça].
- Les liens internes (vers d'autres articles de Wikipédia) sont à choisir avec parcimonie. Créez des liens vers des articles approfondissant le sujet. Les termes génériques sans rapport avec le sujet sont à éviter, ainsi que les répétitions de liens vers un même terme.
- Les liens externes sont à placer uniquement dans une section « Liens externes », à la fin de l'article. Ces liens sont à choisir avec parcimonie suivant les règles définies. Si un lien sert de source à l'article, son insertion dans le texte est à faire par les notes de bas de page.
- La présentation des références doit suivre les conventions bibliographiques. Il est recommandé d'utiliser les modèles {{Ouvrage}}, {{Chapitre}}, {{Article}}, {{Lien web}} et/ou {{Bibliographie}}. Le mode d'édition visuel peut mettre en forme automatiquement les références.
- Insérer une infobox (cadre d'informations à droite) n'est pas obligatoire pour parachever la mise en page.

Pour une aide détaillée, merci de consulter Aide:Wikification.
Si vous pensez que ces points ont été résolus, vous pouvez retirer ce bandeau et améliorer la mise en forme d'un autre article.

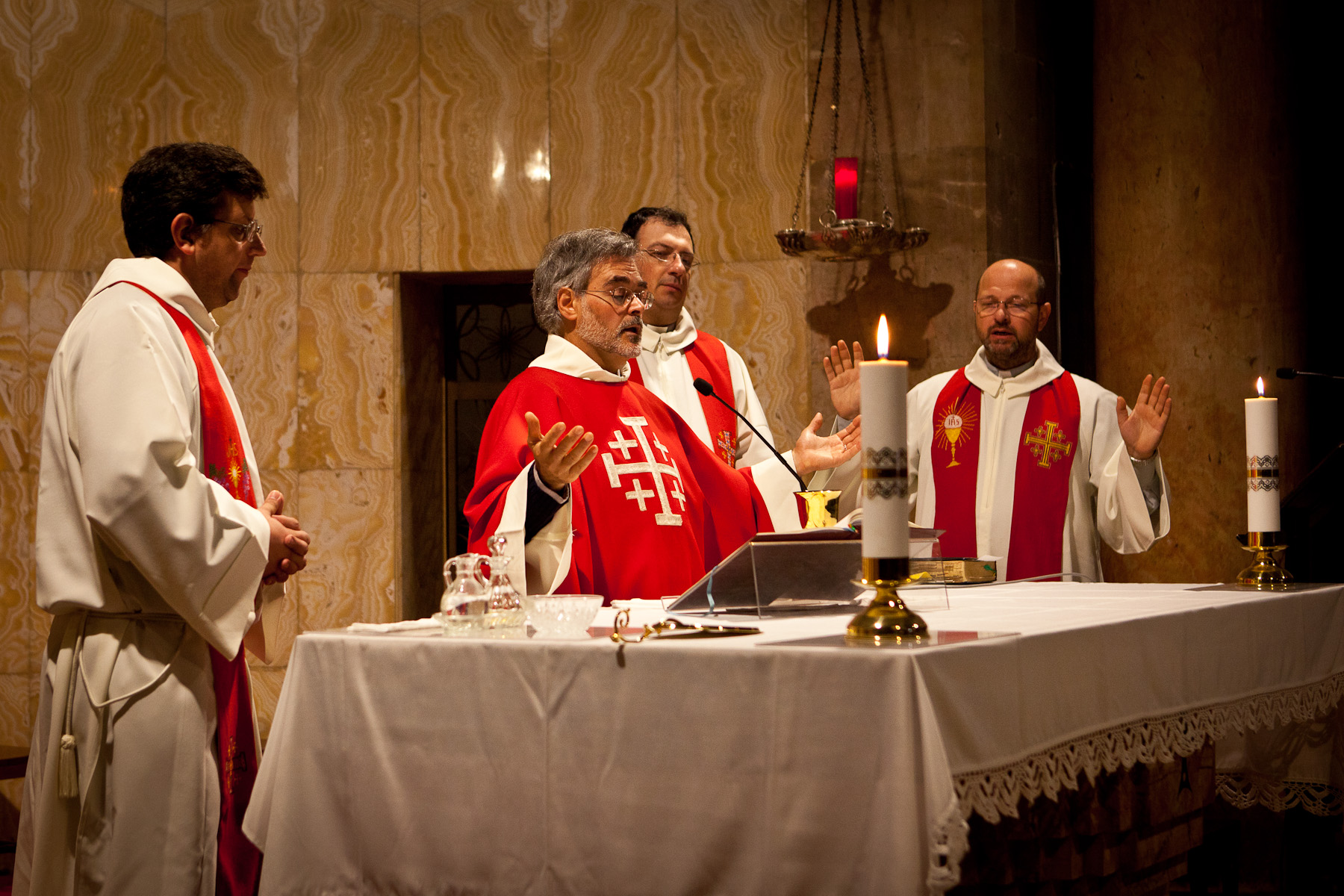
Concélébration eucharistique à l'église de Toutes-les-Nations de Jérusalem, en 2011

Dans le christianisme, la concélébration ou concélébration eucharistique (du latin con- et celebrare, « célébrer ensemble ») est la présidence de plusieurs prêtres ou ministres à la célébration de l'Eucharistie avec soit un prêtre, un évêque ou archevêque comme célébrant principal, et les autres prêtres et évêques présents dans le chœur pour assister à la consécration de l'Eucharistie.
Les concélébrants assistent le célébrant principal en récitant avec lui le récit de l'institution, donnant ainsi effet aux changements des éléments eucharistiques (transsubstantiation ou consubstantiation selon les Églises concernées). Ils peuvent également réciter des passages de la prière eucharistique.
La concélébration est souvent pratiquée par les ministres des dénominations qui se reconnaissent en pleine communion les unes avec les autres, par exemple la Communion anglicane et l'Église vieille-catholique.

## Histoire
La concélébration a lieu dans le christianisme oriental, mais dans l'Église catholique romaine, la pratique est tombée en désuétude pendant plusieurs siècles. Elle y revient au goût du jour au XXe siècle, lors des réformes liturgiques du concile Vatican II, notamment à partir du document Sacrosanctum Concilium.
Les théologiens Orlando O. Espín et James B. Nickoloff écrivent que « la concélébration eucharistique a des racines anciennes (Hippolyte, Tradition apostolique, début du IIIe siècle) et était pratiquée principalement comme signe d'unité ecclésiale de l'Église locale et d'union avec d'autres Églises lorsque l'hospitalité eucharistique était offerte aux évêques ou prêtres en visite ».

## Pratique

### Dans l'Église catholique romaine
L'art paléochrétien redécouvert grâce à l'archéologie permet d'établir que la concélébration avait lieu dans l'Église primitive d'Occident, bien que l'on ne sache pas précisément quand cette pratique est tombée en désuétude. On sait en revanche qu'elle est progressivement réservée aux grandes fêtes et autres occasions solennelles. Le missionnaire Columba d'Iona, au VIe siècle, aurait été invité par un évêque irlandais en visite, et déguisé, à célébrer la messe avec lui. Le deuxième concile de Séville (619) a interdit aux prêtres de concélébrer la messe avec un évêque ou un archevêque, ou un administrateur apostolique s'il est évêque, qui soit capable de la célébrer. Selon le pape Innocent III (r. 1198-1216), les cardinaux de Rome concélébraient encore avec le pape certains jours de fête.
Depuis la période médiévale (en particulier après la Peste noire du XIVe siècle) jusqu'au concile Vatican II, il n'y a eu que deux occasions où la concélébration a eu lieu selon le rite romain :
- Lors de l'ordination d'un prêtre, où le nouvel ordonné concélèbre avec l'évêque ordonnant ;
- Lors de la consécration d'un évêque, lorsque l'évêque nouvellement consacré concélèbre avec l'évêque consacrant.

Les réformes liturgiques consécutives au concile Vatican II prévoient le retour à la pratique de la concélébration de la messe. Dans les premières années d'après-concile, des études sont réalisées sur la question de la concélébration, comme l'essai collectif d'un groupe d'ecclésiastiques (Burkhard Neunheuser o.s.b. et alii.) intitulé Théologie et pratique de la Concélébration (Maison Mame, 1967, traduit de l'original italien, La Concelebrazione, Edizioni Queriniana). Ainsi, les communautés comptant plus d'un prêtre pourraient avoir plusieurs prêtres concélébrant l'Eucharistie plutôt que chacun d'entre eux la célébrant en privé, ce qui permet de souligner son caractère communautaire. La loi liturgique autorise la concélébration en toute occasion, mais elle est plus courante lors des fêtes, en particulier celles que préside traditionnellement l'évêque, comme la messe chrismale du Jeudi saint. En cas de vacance du siège épiscopal, et si un administrateur apostolique (qui est évêque) n'est pas en mesure de célébrer, un groupe de prêtres sélectionnés au sein du diocèse concélébrera alors la fête, l'un d'eux étant le célébrant principal.
Un article dans La Civiltà Cattolica du 2 octobre 2004 a souligné que la réintroduction de la concélébration eucharistique dans l'Église latine était conforme à l'enseignement de Pie XII, lequel enseignait que les deux « évêques assistants » lors de la consécration d'un nouvel évêque devaient dire toutes les paroles de consécration, indiquant ainsi clairement qu'au lieu d'être de simples témoins, ils co-consécraient, concélébraient le sacrement de l'ordre. Pie XII a appliqué la même règle à la concélébration de l'Eucharistie (alors utilisée uniquement lors de l'ordination épiscopale et presbytérale) dans son discours du 22 septembre 1956.

### Dans la Communion anglicane
Traditionnellement, la concélébration n'était ni pratiquée ni autorisée dans les églises anglicanes.[réf. nécessaire] Cependant, le Livre de prière commune de l'Église épiscopalienne ordonne aux autres membres du clergé de « se tenir aux côtés du célébrant à l'autel et de se joindre à la consécration des dons, à la fraction du pain et à la distribution de la communion »,.